# Maciej Musiał
Maciej Musiał (sinh ngày 11 tháng 2 năm 1995) là một diễn viên người Ba Lan.

## Tiểu sử
Ngay khi Maciej Musiał còn học tiểu học, anh đã bắt đầu diễn xuất qua vai diễn một cậu bé trong bộ phim truyền hình Plebania (2004). Từ năm 2008 đến năm 2012, anh đóng trong loạt phim Ojciec Mateusz. Ngoài ra, vai diễn trong loạt phim hài Rodzinka.pl (2011–2020) đã giúp anh trở thành một thần tượng tuổi teen ở Ba Lan. Anh còn được khán giả biết đến với vai trò người dẫn chương trình giải trí trong Cheeese (2012–2013), hay The Voice of Poland (2013–2020).
Năm 2019, Maciej Musiał được tạp chí Forbes châu Âu đưa vào danh sách “30 Under 30” ở hạng mục Giải trí. Anh là đại sứ của Ngày giới trẻ thế giới năm 2016 được tổ chức tại Kraków. Anh cũng có vai diễn trong bộ phim truyền hình dài tập Thợ săn quái vật (The Witcher) của Netflix được phát hành vào năm 2019.
Năm 2021, anh tốt nghiệp bằng thạc sĩ về Diễn xuất tại Học viện nghệ thuật sân khấu quốc gia AST ở Kraków.
Musiał thủ vai chính trong loạt phim truyền hình "1899" của Netflix, dự kiến sẽ được ra mắt vào ngày 17 tháng 11 năm 2022.

## Tác phẩm tiêu biểu
| Năm  | Tựa đề                         | Vai diễn          | Ghi chú    |
| ---- | ------------------------------ | ----------------- | ---------- |
| 2008 | Futro                          | Konrad Makowiecki |            |
| 2011 | Man, Chicks Are Just Different |                   |            |
| 2012 | Offline                        | Kacper Tarski     |            |
| 2013 | My Own Pole                    | Jan Mela          |            |
| 2013 | Last House on the Road         | Piotr             |            |
| 2014 | Good Morning, I Love You!      | Iwo               |            |
| 2018 | Love is Everything             | Daniel Wojnar     |            |
| 2021 | Second Half                    | Jarosław Kot      |            |
| 2022 | Winter Dream                   |                   |            |
| 2022 | Fuks 2                         | Maciek            | Dự án phim |
| 2023 | The Peasants                   | Jaś               | Dự án phim |

| Năm                  | Tựa đề                        | Vai diễn              | Ghi chú                                |
| -------------------- | ----------------------------- | --------------------- | -------------------------------------- |
| 2004                 | Plebania                      | Cậu bé trong nhà thờ  | Tập 436                                |
| 2007                 | Prawo miasta                  | Maciek Gralczyk       |                                        |
| 2008                 | Hotel pod żyrafą i nosorożcem | Janek Miłobędzki      |                                        |
| 2008–2011, 2019–2020 | Ojciec Mateusz                | Michał Wielicki       | 42 tập (2008–2011), 2 tập (2019–2020)  |
| 2010                 | Nowa                          | Adam Szyma            | Tập: "Partnerzy"                       |
| 2010                 | Ludzie Chudego                | Inka's secret admirer | Mùa 1, tập 4                           |
| 2011–2020            | Rodzinka.pl                   | Tomek Boski           |                                        |
| 2011                 | Ranczo                        |                       | Tập: "Nad Solejuków i Wargaczów domem" |
| 2012, 2015           | Krew z krwi                   | Franek Majewski       |                                        |
| 2012                 | Ja to mam szczęście           | Igor                  | Mùa 1, tập 18                          |
| 2012–2013            | Hotel 52                      | Łukasz                |                                        |
| 2012                 | True Law                      | Sebastian Wróblewski  | Mùa 2, tập 1                           |
| 2013                 | Matka brata mojego syna       | Xawery Laskus         |                                        |
| 2013                 | Boscy w sieci                 | Tomek Boski           |                                        |
| 2014                 | Czas honoru. Powstanie        | "Apacz"               |                                        |
| 2018                 | Fryderyk                      |                       |                                        |
| 2018                 | 1983                          | Kajetan Skowron       | Vai chính                              |
| 2019                 | The Trap                      | Artur                 |                                        |
| 2019                 | DNA                           | Tadek Hołownia        |                                        |
| 2019                 | The Witcher                   | Sir Lazlo             |                                        |
| 2020                 | Igraszki z diabłem            | Lucjusz               |                                        |
| 2021                 | Klangor                       | Ariel Galej           |                                        |
| 2022                 | 1899                          | Olek                  | Dự án phim                             |